# Хотањ
Хотањ је насељено мјесто у Босни и Херцеговини, у граду Чапљина, које административно припада Федерацији Босне и Херцеговине. Према попису становништва из 2013. у насељу је живио 451 становник.

## Становништво
| Демографија | Демографија | Демографија |
| Година      | Становника  | Становника  |
| ----------- | ----------- | ----------- |
| 1971.       | 277         |             |
| 1981.       | 283         |             |
| 1991.       | 275         |             |
| 2013.       | 451         |             |